# La Sagesse du fou
La Sagesse du fou (titre original : Narrenweisheit oder Tod und Verklärung) est un roman historique de Lion Feuchtwanger sur Jean-Jacques Rousseau, paru en 1953.
La traduction française de Claude Porcell n'est parue aux éditions Fayard qu'en 1995.
Le roman compte 5 parties :
1. Les derniers jours de Jean-Jacques
2. Jean-Jacques défunt
3. Jean-Jacques et ses héritiers
4. Jean-Jacques et le peuple
5. Transfiguration de Jean-Jacques.

## Résumé
En 1778, peu de temps avant sa mort, Jean-Jacques Rousseau est accueilli à Ermenonville par l'un de ses admirateurs, le marquis de Girardin. Le roman, qui s'achève en 1794 à Paris lorsque les cendres du philosophe sont accueillies au Panthéon, montre les aspects souvent contradictoires de Jean-Jacques Rousseau, de sa pensée et de ses doctrines qui inspirèrent les assemblées révolutionnaires.
L'auteur porte sa réflexion, entre autres, sur l'écart qui existe entre une "idée" et son application dans la réalité, ainsi que sur son interprétation par ceux qui s'en réclament. 